# Sprachursprung
Der Sprachursprung (auch Glottogonie) ist in der Paläolinguistik der bislang mangels empirischer Voraussetzungen nicht datierbare Zeitraum, in dem der Mensch lernte, sich sprachlich zu artikulieren.
Die theoretischen Erklärungsansätze bezüglich der Entstehung von Sprache und der Art des abgelaufenen Prozesses unterscheiden sich erheblich. Ergebnisse der Zoosemiotik, die Vergleichsmöglichkeiten zwischen Humansprachen und Tiersprachen bereitstellt, bilden eine Grundlage der jeweiligen Theorien und sind auch Gegenstand der Biolinguistik.
Über die Art des Vorganges streiten sich die Vertreter der Naturlauttheorie und der Nachahmungstheorie. Letztere gehen davon aus, dass die Menschen zunächst Laute nachahmten (onomatopoetischer Ansatz), um sich zu äußern. Die Naturlauttheoretiker gehen davon aus, dass die Spezies Mensch sich ursprünglich nur der Ausrufewörter bediente.
Die Annahme, dass alle menschlichen Sprachen einen gemeinsamen Ursprung in einer einzigen Quellsprache haben, heißt Monoglottogenese (oder Monogenese) und beinhaltet die Vermutung einer einzigen Proto-Welt-Sprache. Die Polygenese wiederum geht davon aus, dass sich mehrere Sprachen zu verschiedenen Zeiten und an verschiedenen Orten auf der Welt ausgebildet und verbreitet haben. Auf diese Weise entstanden Ursprachen, aus denen die heutigen Sprachen hervorgingen.

## Theorien zum Ursprung der Sprache
Viele bedeutende Denker haben sich mit Theorien zum Ursprung der Sprache auseinandergesetzt. Darunter sind z. B. Johann Gottfried Herder (Über den Ursprung der Sprache, 1772), Jacob Grimm (Über den Ursprung der Sprache, 1851), Chajim Steinthal (Der Ursprung der Sprache im Zusammenhang mit den Letzten Fragen alles Wissens, Berlin 1851), Lazarus Geiger (Der Ursprung der Sprache, 1869) oder auch Ludwig Noiré (Der Ursprung der Sprache, 1877).
Herder vertrat einen onomatopoetischen (lautmalerischen) Ansatz, der lange Zeit populär war. Für Jacob Grimm war die wichtigste Frage, „ob wir die Sprache als ein Erschaffenes oder Unerschaffenes ansehen können. Ist die Sprache von Gott erschaffen worden, ist ihr erster Ursprung für uns völlig undurchschaubar. Ist sie aber unerschaffen, durch den Menschen selbst gebildet worden, dann kann man sich auch als Sprachforscher mit dieser Frage auseinandersetzen.“
Friedrich Max Müller verwarf die onomatopoetischen und interjektionalen Theorien zur Sprachenentstehung und nannte sie ironisch „Bau-wau-Theorie und Pah-pah-Theorie“. Ernst Cassirer lehnte die Theorien als spekulativ ab.

### Holistische Sprachgenesetheorie
Die „Holistische Sprachgenesetheorie“, auch bekannt als complexity-before-simplicity-approach, ist eine Theorie zur evolutionären Entstehung der menschlichen Sprache.
Sie wurde 1922 von Otto Jespersen begründet und nimmt im Gegensatz zu den bis dahin existenten Sprachgenesetheorien an, dass Sprache ursprünglich kein erkennbares grammatisches System oder Morpheme besaß, also ihr die für die heutige menschliche Sprache typische Kompositionalität fehlte.
Stattdessen wird angenommen, dass Sprache ursprünglich aus Äußerungen bestand, die eine komplette Situation erfassen, etwa „Kommt, lasst uns Mammuts jagen“. Diese Äußerung ließe dann nicht darauf schließen, dass die Äußerung für „Kommt, lasst uns Antilopen jagen“ in irgendeiner Weise ähnliche Komponenten enthält. Beide Äußerungen sind dieser Sprachtheorie zufolge vollkommen eigen und nicht in kleinere Einheiten auflösbar.
Jespersen vermutet, dass es sich bei der frühen menschlichen Protosprache um Gesänge handelte, die im Laufe der Zeit Bedeutungskomponenten erhielten, die immer ausgefeilter wurden. Durch Assoziation bestimmter Gesänge mit ihren Singern oder mit Orten u. ä. entstehen daraus die Eigennamen als erste Wortkategorie, weiter Onomatopoetika und schließlich durch Übertragungen, Lautverschiebungen und andere Wandelprozesse sowohl der Umgebung als auch der Sprache vollkommen abstrakte Begriffe.
Ein anderer holistischer Ansatz wird von der amerikanischen Linguistin Alison Wray vertreten: Demnach blieben die holistischen Äußerungen (ob als Worte oder Gesänge bleibt ungenannt und ist unerheblich) lange erhalten und verhinderten durch ihre Präsenz die Entstehung echter Worte, da diese zu spezifisch waren und daher nicht tradiert wurden. Stattdessen entwickelten sich erst spät systematische Strukturen in der Sprache, die zuerst nur sehr allgemeine Begriffe (vermutlich Verben) ausdrücken konnten. Da das holistische System in sich geschlossen war, dauerte es sehr lange, bis der Mensch es durch systematische Sprache ersetzte. Dieses System hat den großen Vorteil, zu erklären, warum die menschliche Zivilisation erst so spät in der biologischen Geschichte des Homo sapiens auftrat bzw. warum es mit dem Beginn der Sesshaftigkeit zu einem plötzlichen Fortschritt der menschlichen Evolution kam. Dies kann allerdings auch mit dem Phänomen der Sesshaftigkeit selber und vielen anderen Ansätzen erklärt werden. Dennoch ist nicht auszuschließen, dass die Sprache eine elementare Rolle in der Begründung der historischen Zivilisation spielt. Wray begründet die Entstehung einer holistischen Sprache mit der Beobachtung holistischer Äußerungen bei Primaten, bleibt aber einen Nachweis der Holistizität primatischer Kommunikationssysteme schuldig.
Den holistischen Sprachgenesetheorien stehen die „konstruktivistischen Sprachgenesetheorien“ gegenüber.

### Kritik der Sprachursprungsspekulationen
Immer wieder wurde Kritik geübt, dass die philosophischen und linguistischen Abhandlungen zum Ursprung der Sprache rein spekulativ seien, da es ganz grundsätzlich an Mitteln der Hypothesenüberprüfung fehle. Berühmt geworden ist der „Bann“, den die Société de Linguistique de Paris 1866 aussprach; sie wies darauf hin, dass es keine empirisch überprüfbaren Hinweise auf die Sprachentstehung gebe.

## Experimente und Ereignisse
In der Geschichte der Menschheit werden Experimente oder Zufallsereignisse beschrieben, in denen Kinder ohne Spracherziehung aufwuchsen. Diese Experimente und Ereignisse erlauben es potenziell, einen natürlichen Spracherwerb zu untersuchen und damit Rückschlüsse auf den Sprachursprung anzustellen. Siehe dazu insbesondere Kaspar-Hauser-Versuch und Wolfskind.
Bekannt sind die angeblichen Experimente Kaiser Friedrichs II. im 13. Jahrhundert. Er soll neugeborene Kinder isoliert haben, um die Ursprache der Menschheit zu ergründen.